# Tsuyoshi Ichinohe
Tsuyoshi Ichinohe (一戸 剛, Ichinohe Tsuyoshi) est un sauteur à ski japonais, né le 9 juin 1976.
Il a également participé à quelques compétitions de combiné nordique, remportant notamment une deuxième place lors d'une épreuve de Coupe du monde B à Andelsbuch, en Autriche, le 5 février 2000.

## Palmarès

### Jeux olympiques d'hiver
| Épreuve / Édition | Turin 2006 |
| Grand Tremplin    | 25e        |
| Par équipes       | 6e         |

### Coupe du monde de saut à ski
- Meilleur classement général : 48e en 2006.
- Meilleur résultat individuel : 14e.